# 立水桥
40°02′37″N 116°24′50″E / 40.043743°N 116.413773°E
立水桥位于北京市朝阳区和昌平区交接处，为安立路－汤立路上跨清河的桥梁，原桥可追溯至明朝万历年间修建的木桥，但不久即被压坏，原址重修一座三孔小石桥，因花岗岩桥墩立于水中而得名“立水桥”，另一说法则是小清河上有一座石桥，因大雨时河水满溢，石桥如同立于汪洋之中而得名“立水桥”。清康熙年间，为方便皇帝及随行人员往来小汤山汤泉行宫，立水桥原有的小石桥被拆除，重新修建一座更宽大的平板石桥，仍称立水桥，不远处的村落也被称为立水桥村，1979年这座石桥因清河截弯取直而废弃；新桥建于1980年。此桥为天通苑进城的唯一通道，因而交通堵塞现象很严重。